# 长跑
长距离跑步或长跑（英語：long-distance running），也称耐力跑步（endurance running），泛指任何路程通常在5000米以上的跑步运动。最初项目为4英里（6,400）跑、6英里（9,700）跑，从19世纪中叶开始，逐渐被5000米跑和10000米跑替代。
田径比赛的长跑项目通常分为5000米跑、10000米跑、半程马拉松（21.0975公里）、马拉松（42.195公里）等。
男子项目1912年列入；女子5000米跑1996年列入，10000米跑1988年列入。
据记载，现代最早的正式长跑比赛是1847年4月5日在英国伦敦举行的职业比赛，英国的杰克逊以32分35秒0的成绩夺得6英里跑冠军。

## 长跑世界记录
- 5000米
  - 男子： 乌干达 约书亚·切普特盖 12:35.36 [1]
  - 女子： 衣索比亞 古達夫·特塞蓋 14:00.21 [2]

- 10000米
  - 男子： 乌干达 约书亚·切普特盖 26:11.00 [3]
  - 女子： 衣索比亞 萊特森貝特·吉迪 29:01.03 [4]